# B.Kodihalli, Kadur
B.Kodihalli là một làng thuộc tehsil Kadur, huyện Chikmagalur, bang Karnataka, Ấn Độ.